# Darius Rucker
Darius Carlos "Hootie" Rucker, (n. 13 de mayo de 1966; Charlestone, Carolina del Sur, Estados Unidos), más conocido como Darius Rucker es un cantante y compositor estadounidense. Inicialmente ganó fama como el vocalista líder y guitarrista de la banda rock ganadores del Grammy Hootie & the Blowfish, el cual él fundó en 1986 en la Universidad de Carolina del Sur junto a Mark Bryan, Jim "Soni" Sonefeld y Dean Felber. La banda ha publicado cinco álbumes de estudio mientras fue integrante de la banda. Rucker coescribió la mayoría de las canciones de la banda con otros tres miembros.
Publicó un álbum en solitario, Back to Then, en 2002 bajo el sello Hidden Beach Recordings pero ninguno de los sencillos ingresaron a los listados. Seis años más tarde, Rucker firmó con Capitol Records en Nashville como cantante de country, publicando el álbum Learn to Live ese mismo año. El primer sencillo del álbum, «Don't Think I Don't Think About It», convirtiéndolo en el primer artista negro en alcanzar el #1 en el Hot Country Songs después de Charley Pride en 1983. Fue seguido por dos #1 más, «It Won't Be Like This for Long», «Alright» y el sencillo que alcanzó la tercera posición «History in the Making». En 2009, se convirtió en el primer artista negro americano en ganar el Premio a Nuevo Artista en los Country Music Association, y solo el segundo artista negro en ganar varios premios de la asociación. Un segundo álbum, Charleston, SC 1966, fue publicado el 12 de octubre de 2010. El álbum incluye los sencillos #1 «Come Back Song» y «This».

## Giras
- 2015: Southern Style Tour
- 2016: Good for a Good Time

## Discografía
- 2002: Back to Then
- 2008: Learn to Live
- 2010: Charleston, SC 1966
- 2013: True Believers
- 2014: Home for the Holidays
- 2015: Southern Style
- 2017: When Was the Last Time